# Pete Ham
Peter William Ham (Swansea, 27 de abril de 1947 — Londres, 24 de abril de 1975), mais conhecido como Pete Ham (ou Peter Ham), foi um músico e guitarrista galês, membro da banda de rock britânica Badfinger.

## Biografia

### Origens
Pete Ham nasceu na cidade portuária de Swansea, no País de Gales, em um bairro chamado Townhill, e era o mais novo de três filhos. Um jovem ativo, criativo, sua grande paixão, desde criança, sempre foi a música. Seu pai era um fã das "big bands" e seu irmão mais velho tocava trompete. Pete começou tocando gaita de boca, com apenas 4 anos, mas depois passou a tocar violão e guitarra, mostrando-se muito talentoso. Conseguiu seu primeiro violão em 1959. Ham formou uma banda de rock chamada The Panthers por volta de 1963 e que tocava covers do grupo The Shadows (banda de apoio de Cliff Richards). A banda mudou de nome várias vezes - tais como Wild Ones e Black Velvets - e, da mesma forma, teve mudança constante de membros até se tornarem The Iveys, em 1965.

### The Iveyse mudança para Londres
Em 1966, a banda muda-se para Londres e toca nos clubes locais ao mesmo tempo em que mandavam fitas com seu repertório para várias gravadoras. Tom Evans, convidado por Ham, já fazia parte da banda. A partir daí nasceu uma grande amizade e uma grande parceria musical. Em 1968, uma dessas fitas chega até a gravadora Apple Inc. e até as mãos de um de seus proprietários, o Beatle Paul McCartney. McCartney ficou impressionado com o repertório do grupo e, em especial, com uma composição de Ham chamada "They're Knocking Down Our Home". Nesse mesmo ano assinam contrato com a gravadora dos Beatles. No ano seguinte, lançam, ainda como The Iveys, o compacto "Maybe Tomorrow", que chega com sucesso às paradas de sucesso britânicas e, logo a seguir, vem o álbum com o mesmo nome.

### Surge oBadfinger
Para não serem confundidos com uma banda de nome semelhante, mudam o nome do grupo para Badfinger. Com esse novo nome, Ham gravou seis álbuns (mais um póstumo lançado no ano 2000). As músicas de sua autoria que mais se destacaram foram "No Matter What" (que foi regravada em 2006 pelo Def Leppard) e, principalmente, Without You, um estrondoso sucesso com inúmeras regravações (entre essas de artistas do calibre de Harry Nillson, Mariah Carey, Air Supply e Paul Anka). ambos os sucessos foram compostos em parceria com seu colega de grupo e amigo, Tom Evans. Nesse período Ham participou, junto com Tom Evans, das gravações dos álbuns solo dos ex-Beatles George Harrison (All Things Must Pass e The Concert for Bangladesh) e Ringo Starr (It Don't Come Easy). No âmbito particular, Ham manifestava preocupação com o meio ambiente e com a miséria no mundo. Em 1970, Stan Polley assumiu como empresário do grupo. Polley tinha muito mais experiência do que o empresário anterior Bill Collins. Apesar disso, a banda gostava muito de Collins e tentou fazer com que continuasse gerenciando parte dos negócios, mas Collins não aceitou. Polley reorganizou as finanças da banda e supostamente estava garantindo o futuro deles mas, no final das contas, eles não viram a cor do dinheiro. Nessa época a banda começou a viver com esposas, filhos e namoradas em uma casa, em comunidade, vivendo com uma mesada bem curta dada por Polley. Segundo o empresário, o grosso do dinheiro seria investido em equipamentos e na divulgação da banda e isso justificava a curta mesada. Tom Evans, Joey Molland e Mike Gibbins - os outros membros da banda - fizeram severas críticas a Stan por isso. Porém, Pete tinha total confiança em Polley e tudo ficou por isso mesmo.

### Suicídio de Pete Ham
Por volta do final de 1974 e começo de 1975, o Badfinger entra em problemas financeiros com sua gravadora. A situação é particularmente mais difícil para Ham, o mais afetado por esses imbróglios. A situação fica insustentável quando Stan Polley foge com o dinheiro da banda. É demais para Ham que, sentindo-se culpado por ter colocado seus companheiros e sua família nessa situação, comete suicídio por enforcamento em 24 de abril de 1975, deixando sua namorada grávida. Foi sepultado no Morriston Cemetery, Swansea, País de Gales no Reino Unido.

### Legado
Em 1997 e 1999, respectivamente, são lançados dois álbuns póstumos da carreira solo de Pete Ham chamados 7 Park Avenue e Golders Green. E, no ano 2000, é lançado um álbum póstumo do Badfinger chamado Head First.

## Discografia

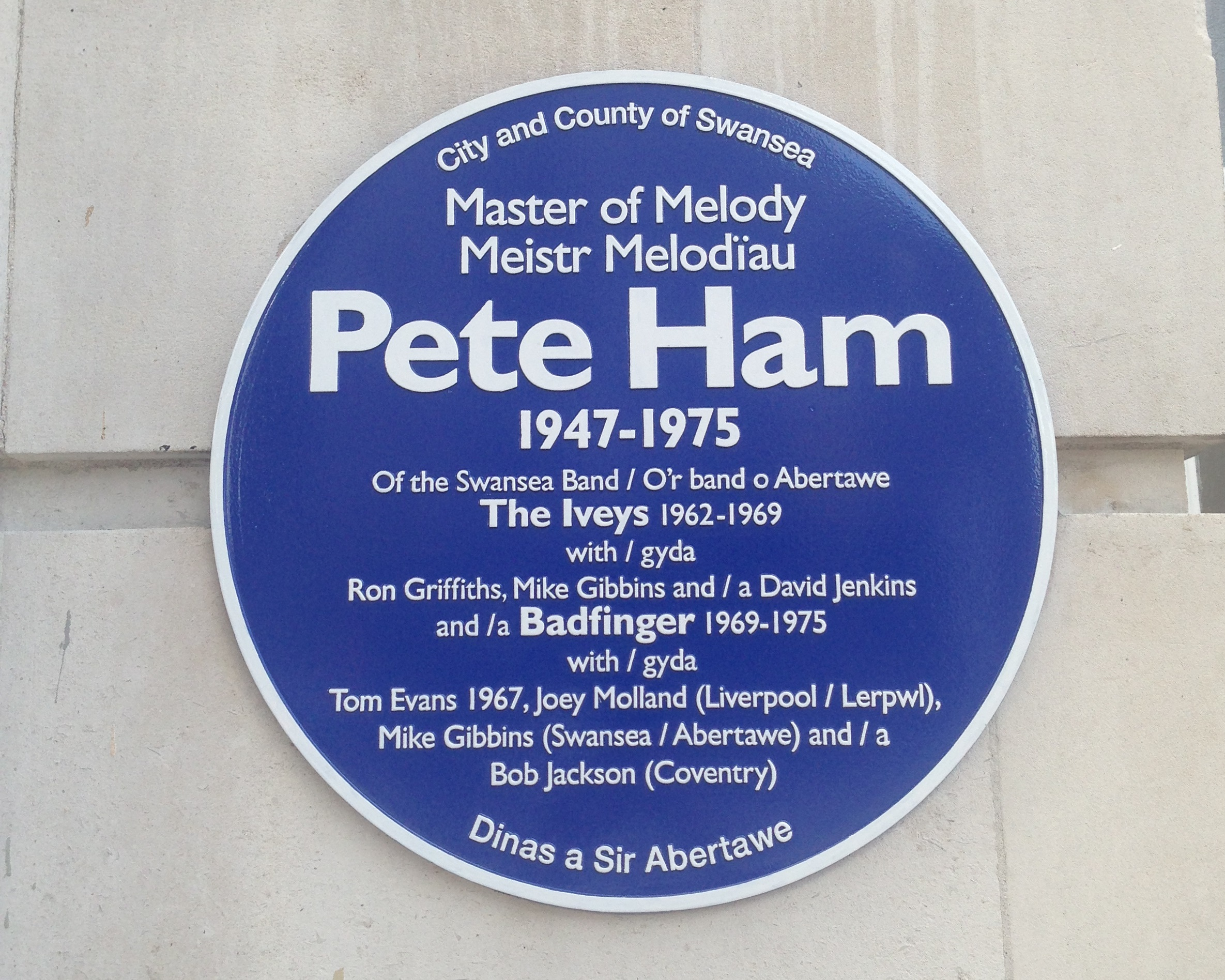
Uma placa azul comemorativa em homenagem a Pete Ham e as bandas The Iveys e Badfinger, localizada em Swansea, País de Gales.

### Com The Iveys
- Maybe Tomorrow (1969)

### Com Badfinger
- Magic Christian Music (1970)
- No Dice (1970)
- Straight Up (1971)
- Ass (1973)
- Badfinger (1974)
- Wish You Were Here (1974)

### Álbum póstumo com Badfinger
- Head First (2000)

### Álbuns solo póstumos
- 7 Park Avenue (1997)
- Golders Green (1999)
- Keyhole Street: Demos 1966-67 (2013)
- No, Don't Let It Go/You're Such a Good Woman (2013 - single)
- Demos Variety Pack (2022 - compilação de demos)
- Misunderstood (2023)
- Gwent Gardens (2023)